# Gennes-Ivergny
Gennes-Ivergny è un comune francese di 133 abitanti situato nel dipartimento del Passo di Calais nella regione dell'Alta Francia.
Il suo territorio comunale è bagnato dalle acque del fiume Authie.

## Società

### Evoluzione demografica
Abitanti censiti